# Poloha tělesa
Poloha tělesa je údaj, vyjadřující umístění tělesa vzhledem k ostatním tělesům (vztažné soustavě). 
K přesnému určení polohy tělesa v trojrozměrném prostoru jsou třeba 3 údaje (3 souřadnice), v rovině 2 údaje (2 souřadnice), na přímce stačí 1 údaj (1 souřadnice).
Konkrétní souřadnice závisí na volbě vztažné soustavy a druhu soustavy souřadnic. Nejčastěji používané soustavy souřadnic jsou kartézská soustava souřadnic a polární soustava souřadnic. Spojnice počátku soustavy souřadnic a hmotného bodu se označuje jako polohový vektor.
Jestliže se poloha tělesa mění, pak se těleso pohybuje.